# Lars Poulsen
Lars Poulsen, född 1776, död 1824, var en dansk balettdansare. Han var engagerad vid den Den Kongelige Ballet 1786-1823, och tillhörde då en av balettens mest anlitade medlemmar. 
Han blev år 1786 elev vid kungliga baletten, och utnämndes 1798 till solodansare, vilket var titeln för de främsta elitmedlemmarna i Den Kongelige Ballet. Vid sekelskiftet 1800 var han en av endast sju dansare med denna titel i danska baletten, av vilka tre kvinnliga: Marie Christine Björn, Margrethe Schall och Juliette Birouste, och fyra manliga: Antoine Bournonville, Carl Dahlén, Lars Poulsen och Hans Jörgen Weyle.  Han företog 1803 en studieresa till Sverige. 
Poulsen var gift med skådespelaren Maren Kragh. 